# Moomina Haleem
Moomina Haleem var en maldivisk politiker.
Hon blev 1974 den första kvinnan att väljas in i Maldivernas parlament. Hon blev 1977 som hälsominister landets första kvinnliga minister. 